# Arija
Arija là một đô thị trong tỉnh Burgos, Castile và León, Tây Ban Nha.